# Суперкубок Казахстану з футболу 2021
Суперкубок Казахстану з футболу 2021 — 14-й розіграш турніру. Матчі відбулись з 2 по 6 березня 2021 року між чотирма найсильнішими командами Казахстану сезону 2020. Титул вперше здобув Тобол.

## Формат
У турнірі брали участь чотири найкращі команди Чемпіонату Казахстану 2020.

## Учасники
- Чемпіон Казахстану - «Кайрат»
- Віце-чемпіон Казахстану - «Тобол»
- Бронзовий призер чемпіонату Казахстану - «Астана»
- 4-е місце чемпіонату Казахстану - «Шахтар»

| Володар Суперкубка Казахстану 2021 |
| ---------------------------------- |
|                                    |
| Тобол Перший титул                 |

## Півфінали
| 2 березня 2021 11:00 (EEST) |

| Шахтар | 0:2      | Астана                     |
| ------ | -------- | -------------------------- |
|        | Протокол | Томашевич 17' Барсегян 74' |

| Туркестан Арена, Туркестан Глядачів: 0 Арбітр: Григорій Московченко |

| 3 березня 2021 11:00 (EEST) |

| Тобол                                | 3:3      | Кайрат                                   |
| ------------------------------------ | -------- | ---------------------------------------- |
| Тагиберген 10' Малий 73' Мужиков 75' | Протокол | Косович 40' Шушеначев 67' Аликулов 90+1' |

| Туркестан Арена, Туркестан Глядачів: 2 000 Арбітр: Ігор Чесноков |

|                                              |     | Пенальті                              |  |
| Мужиков · Йованчич · Тагиберген · Лобжанідзе | 4:2 | Дугалич · Косович · Абікен · Оганесян |  |

## Матч за третє місце
| 5 березня 2021 11:00 (EEST) |

| Кайрат                | 2:1      | Шахтар     |
| --------------------- | -------- | ---------- |
| Поляков 64' Мамба 88' | Протокол | Пайруз 52' |

| Туркестан Арена, Туркестан Глядачів: 1 500 Арбітр: Фуркат Атажанов |

## Фінал
| 6 березня 2021 11:00 (EEST) |

| Тобол     | 1:1      | Астана        |
| --------- | -------- | ------------- |
| Малий 15' | Протокол | Томасов 90+1' |

| Туркестан Арена, Туркестан Глядачів: 2 000 Арбітр: Денис Ізмайлов |

|                                                        |     | Пенальті                                              |  |
| Мужиков · Аманович · Тагиберген · Йованчич · Нургаліев | 5:4 | Бейсебеков · Чуперка · Муртазаєв · Барсегян · Томасов |  |